# Rozières-sur-Crise
Rozières-sur-Crise är en kommun i departementet Aisne i regionen Hauts-de-France i norra Frankrike. Kommunen ligger  i kantonen Oulchy-le-Château som ligger i arrondissementet Soissons. År 2022 hade Rozières-sur-Crise 234 invånare.

## Befolkningsutveckling
Antalet invånare i kommunen Rozières-sur-Crise
Referens: INSEE